# Ladislav Šaloun

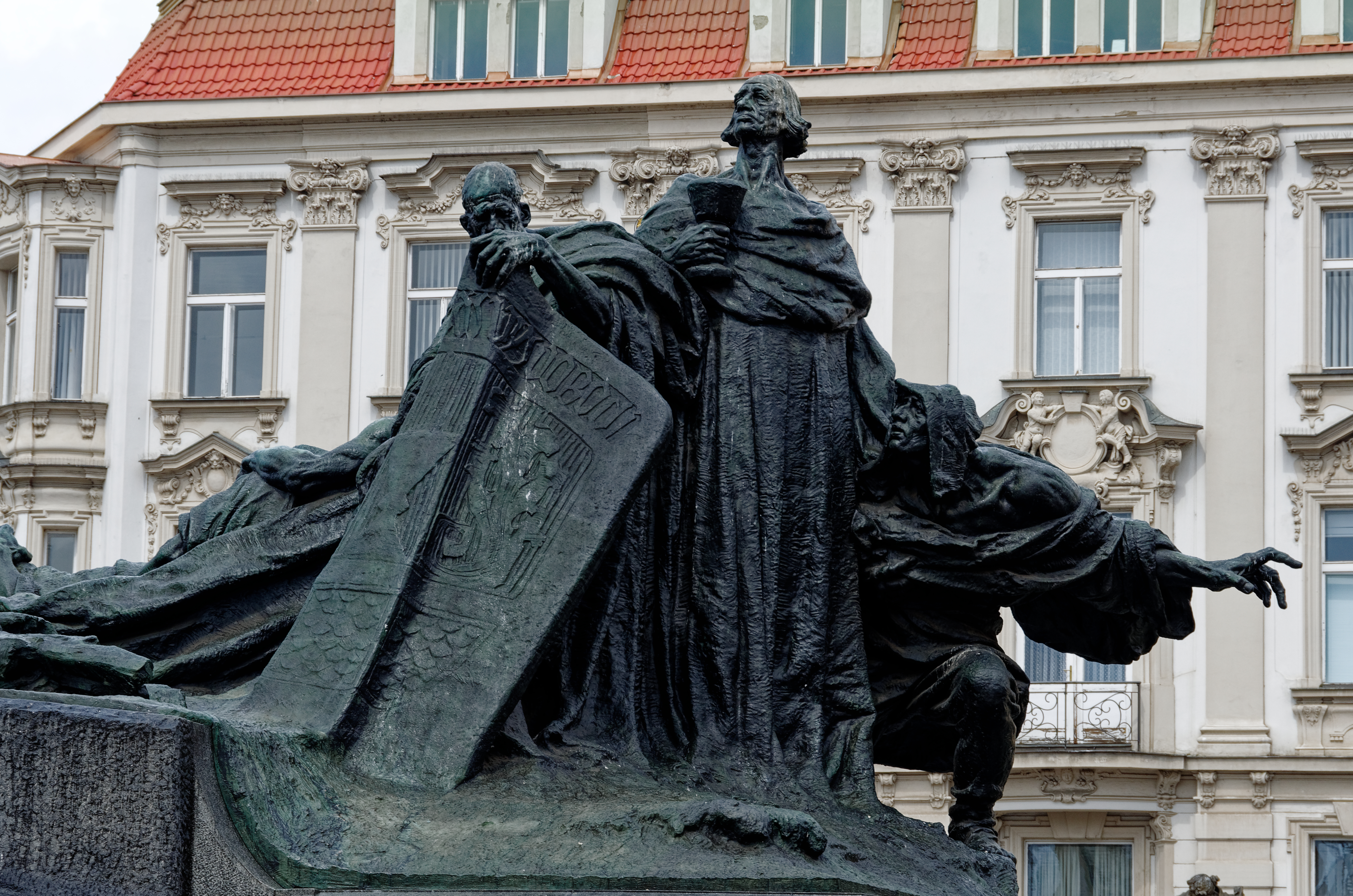
Pomnik Jana Husa w Pradze

Ladislav Šaloun, też Saloun (ur. 1 sierpnia 1870 w Pradze, zm. 18 października 1946 tamże) – czeski rzeźbiarz, tworzący w stylu secesji. 

## Życiorys
Był uczniem m.in. Tomáša Seidana i Bohuslava Schnircha. Pracował w redakcji czasopisma Volné směry, był członkiem Towarzystwa Artystów Czeskich „Mánes” oraz Jednoty umělců výtvarných.
W 1896 roku wygrał konkurs na dekorację Muzeum Miejskiego w Pradze, a w 1901 roku wygrał konkurs na zbudowanie pomnika Jana Husa na Rynku Staromiejskim w Pradze. Był także autorem pomnika Karkonosza w Hořicach. Projektował również biżuterię, ceramikę oraz oprawy i ilustracje książkowe. W 1907 roku był projektantem dworca głównego w Pradze.
Od 1906 roku był wykładowcą Szkoły Przemysłu Artystycznego w Pradze.